# Biblioteca Santa Eulàlia
La Biblioteca Santa Eulàlia fou una biblioteca pública del barri de Santa Eulàlia de l'Hospitalet de Llobregat, inaugurada el 22 d'abril de 1970. Formà part de la Xarxa de Biblioteques Municipals de la Diputació de Barcelona i de la Xarxa de Biblioteques públiques de l'Hospitalet. S'ubicà als baixos d'un edifici independent del carrer Pareto amb un fons inicial de 4.000 volums, donats pel Ministeri d'Educació i Ciència. Al llarg de la seva història organitzà trobades amb autors literaris, clubs de lectura, activitats infantils, conferències i disposa d'un dels primers fons especialitzats en novel·la àrab, creat el 1997. Tancada al públic durant la pandèmia de COVID-19 a Catalunya, l'equipament fou clausurat definitivament per l'Ajuntament de l'Hospitalet pocs mesos després del seu 50è aniversari, al·legant motius de seguretat i d'accessibilitat. Aquest fet produí cert malestar i rebuig dels veïns del barri.